# Initiative européenne pour les échanges de jeunes officiers, inspirée d'Erasmus
L’initiative européenne pour les échanges des jeunes officiers inspirée d’Erasmus, communément appelée par les médias « Erasmus militaire », est une initiative des États membres de l’Union européenne destinée à développer les échanges entre forces armées de futurs officiers militaires durant leur formation initiale ainsi que de leurs enseignants et instructeurs. La mise en œuvre par les États membres de l’initiative est strictement volontaire. L’autonomie de ceux-ci en matière de formation militaire n’est donc nullement mise en cause.

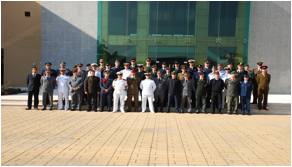
Module commun sur la PESD/PSDC

## Origines
Le nombre d’opérations européennes de gestion de crises ainsi que d’opérations militaires multinationales lancées à l’initiative de l’Union européenne dans le cadre de la Politique de Sécurité et de Défense Commune (PSDC) n’a cessé de croître, soulignant le besoin grandissant d’interopérabilité des forces armées, non seulement au regard des aspects purement techniques ou technologiques, mais également de la capacité des officiers militaires européens à travailler ensemble.

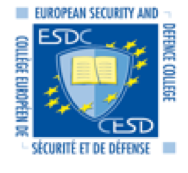
Logo du Collège Européen de Sécurité et de Défense (CESD)

Un moyen de développer cette capacité est d’intégrer la formation des soldats et de leurs officiers. Dans cette optique, les instituts de formation des officiers militaires européens, ainsi que les États membres sur le plan diplomatique, ont progressivement instauré une véritable tradition des échanges.
Les expériences pratiques acquises en matière de mobilité révélèrent néanmoins qu’en raison de la nature particulière de la formation qu’ils dispensent, les instituts militaires ne pouvaient pas utiliser pleinement le potentiel des instruments de mobilité qui ont été créés d’abord pour l’enseignement supérieur civil, tels que le programme Erasmus. Le besoin existait donc de rechercher une solution à ces obstacles structurels à un niveau européen.
Durant le second semestre 2008, la Présidence Française de l’Union européenne lançât une réflexion sur les moyens destinés à permettre une plus grande intégration des formations initiales académiques et pratiques des jeunes officiers européens par la mobilité,. L’initiative pour les échanges de jeunes officiers inspirée d’Erasmus a été lancée en novembre 2008 avec la déclaration sur la Politique Européenne de Sécurité et de Défense des Ministres européens de la défense, réunis au sein du Conseil de l’Union européenne.

## Objectifs
Les jeunes officiers en formation sont les futures élites militaires et vont devoir travailler toujours plus en collaboration pour la réalisation et la consolidation de la politique de Sécurité et de Défense Commune, indépendamment de leurs nationalités ou de leur appartenance aux forces armées d’un État. Il est essentiel, dans le but d’améliorer l’interopérabilité et de tracer le chemin pour une culture européenne de la sécurité et de la défense, que ces cadets et élèves-officiers partagent des pans de leur formation initiale et qu’ils s’approprient leur futurs rôles et responsabilité sur la scène internationale dès ce premier apprentissage.

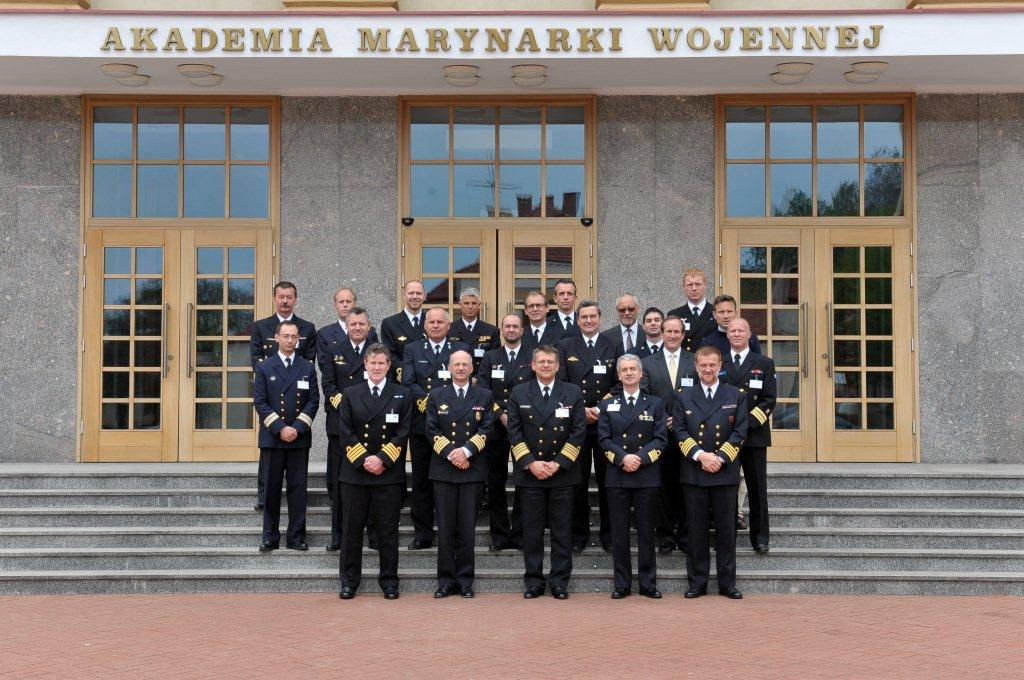
Réunion préparatoire de la Conférence des Superintendants des Écoles Navales

L’initiative européenne pour les échanges de jeunes officiers inspirée d’Erasmus s’attache à lever les obstacles qui peuvent s’opposer à la libre circulation des savoirs, aptitudes et compétences des futurs officiers militaires, leurs enseignants et instructeurs entre les académies, écoles, collèges, université et centre de formation en Europe. À cet effet, l’initiative doit être vue comme un complément à l’action des fora européens qui ont été créés par les instituts de formation d’une même composante, tels que la Conférence des Superintendants des Écoles Navales (Marine), les Académies des Armées de l’air européennes (EUAFA sous son acronyme anglais – Armée de l’air) et le Séminaire des Commandants des Académies Militaires (EMACS sous son acronyme anglais – Armée de Terre).
Les Conclusions du Conseil de l’Union européenne qui ont fondé l’initiative européenne pour les échanges de jeunes officiers inspirée d’Erasmus ont traduit ces objectives en mesures pratiques, notamment : des mesures destinées à accroître le nombre des échanges, telles que la généralisation du processus de Bologne, la reconnaissance mutuelles des acquis des échanges dans le domaine de la formation professionnelle, le recours accru au programme Erasmus pour la mobilité des étudiants et du personnel, l’ouverture par les États membres d’opportunités d’échanges ; des mesures destinées à enseigner et apprendre l’Europe et sa défense, telles que la création de modules communs sur la Politique de Sécurité et de Défense Commune, la promotion de l’enseignement de plusieurs langues étrangères.

## Mise en œuvre
La mise en œuvre de l’initiative est guidée par l’idée selon laquelle les échanges de jeunes officiers dès le cours de leur formation initiale forme la pierre angulaire de l’amélioration à long terme de l’interopérabilité et de la culture commune qui sont nécessitées par la sécurité et la défense européennes. Un groupe de mise en œuvre a été créé en février 2009 en tant que configuration spécifique du Bureau Académique Exécutif du Collège Européen de Sécurité et de Défense.
Reposant sur le soutien et les contributions provenant des États membres, de leurs instituts et du Secrétariat du Collège Européen de Sécurité et de Défense, le groupe de mise en œuvre a vite atteint des résultats portant sur divers aspects de l’initiative. 

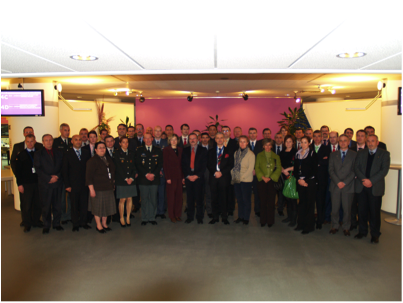
Réunion du groupe de mise en œuvre

### Entreprises et résultats
Sur base du programme pédagogique développé par le Collège Européen de Sécurité et de Défense, le groupe de mise en œuvre a créé un module commun sur la PSDC spécialement adressé à ce jeune public et destiné à les préparer aux dimensions européenne et internationale de leurs futures missions et carrières. Il a été proposé pour la première fois dans les académies portugaises en 2009 et organisé ensuite par des instituts de formation espagnols, autrichiens et grecs. Après une année d’existence seulement, ces modules avaient permis à plus de 400 jeunes officiers de se former au rôle qui pourrait être le leur dans l’architecture de la sécurité et la défense de la future Europe.

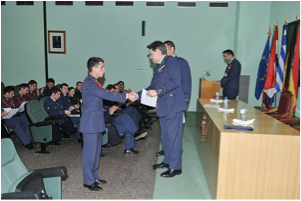
Cérémonie de remise de diplômes après un module commun

Un état des lieux de la formation initiale des officiers européens a été effectué et facilite, pour les instituts concernés, l’identification de partenaires avec lesquels ils peuvent construire des échanges. 
Un forum d’information et de discussion, ainsi qu’une newsletter, éditée par le Collège Européen de Sécurité et de Défense ont également été créés afin de permettre aux instituts de communiquer sur leurs offres et besoins en termes d’échanges. La communication passe aussi par d’autres canaux destinés à disséminer des informations sur l’initiative, par exemple aux étudiants militaires ou au public, ou pour interagir avec les fora pédagogiques dans le but de répondre aux défis de la mobilité qui sont spécifiques à une ou plusieurs composantes telles que l’Armée de terre, la Marine, l’Armée de l’air ou la Gendarmerie.
En raison de la spécificité militaire de ces échanges de formation, un accord cadre a été rédigé et accepté par les États membres de l’Union européenne. Il définit les conditions aux termes desquelles les échanges entre États membres qui veulent participer sont organisés. Il pose également les jalons pour la reconnaissance des acquis pédagogiques obtenus par les échanges dans le domaine de la formation professionnelle. Il complète ainsi les accords de formation que les instituts et les élèves établissent usuellement entre eux pour leurs échanges et qui n’adressent pas spécifiquement la caractéristique militaire de cette formation supérieure.
La formation d’un officier est fortement axée sur la pratique de la profession. En conséquence, pour les échanges de formations qui ne seraient pas de nature académique, les instituts prenant part à l’initiative ont établi un certain nombre de pratiques à suivre afin de reconnaître mutuellement la qualité  de la formation reçue à l’étranger comme étant équivalente à la formation nationale.
Les États membres ainsi que leurs instituts prenant part à l’initiative européenne pour les échanges de jeunes officiers cherchent également à définir une vision européenne commune des savoirs, aptitudes et connaissances qu’un officier doit avoir développé au long de son parcours de formation initiale. 
La grande majorité des instituts de formation initiale d’officiers militaires de l’Union sont entièrement intégrés dans l’Espace Européen de l’Enseignement Supérieur. Ainsi, ils cherchent également à utiliser les programmes d’échanges qu’ils partagent avec leurs homologues civils, comme le programme Erasmus, et nombre d’entre eux ont établi sur cette base des partenariats de mobilité avec des universités civiles ou d’autres établissements de formation militaire.
Par ailleurs, des modules communs d’enseignement portant sur des sujets d’intérêts pour plusieurs forces armées sont constamment développés et les instituts nationaux proposent régulièrement de nouveaux modules ou en adaptent d’existants afin d’accroître les échanges de savoir-faire et de savoir-être entre États européens.